# 塞德拉耶
36°14′34″N 3°31′43″E / 36.24278°N 3.52861°E

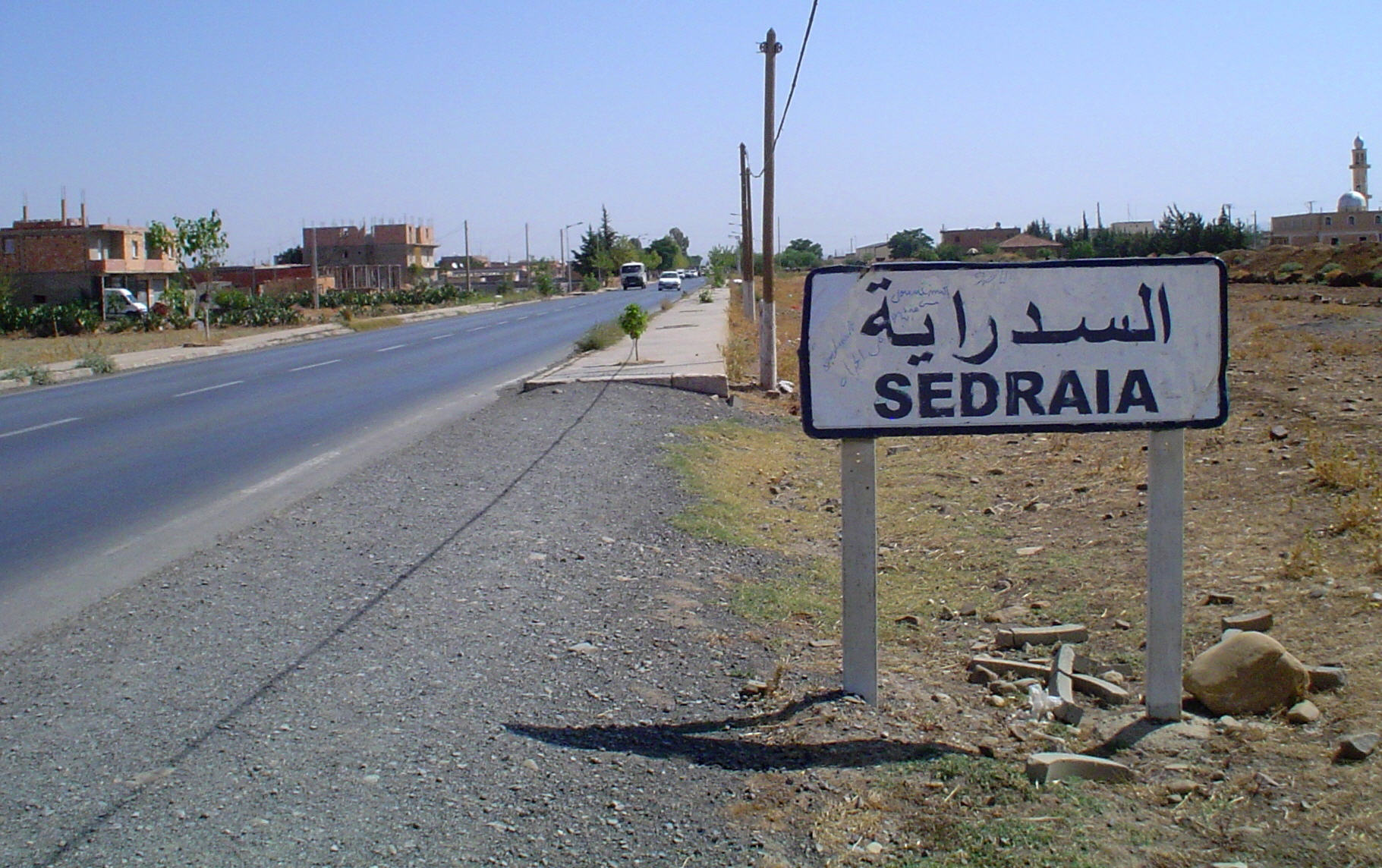
塞德拉耶

塞德拉耶（阿拉伯语：‎），是阿爾及利亞的城鎮，位於該國北部麥迪亞省，由蓋勒拜勒凱比爾區負責管轄，面積66平方公里，2008年人口7,690，人口密度每平方公里117人。